# Dichodontium serrulatum
Dichodontium serrulatum là một loài Rêu trong họ Dicranaceae. Loài này được (Funck) Loeske mô tả khoa học đầu tiên năm 1910.